# Norwegian Epic
Norwegian Epic — круизное судно класса F3 в собственности компании Norwegian Epic Ltd. и эксплуатируемое американским пароходством Norwegian Cruise Line было построено в 2010 г. на верфи Chantiers de l'Atlantique компании STX Europe во Франции в Сен-Назере и совершает круизы летом в  Средиземном море, зимой будет эксплуатироваться между островами Карибского моря, после чего снова вернётся в  Средиземном море.

## История
Киль судна под заводским номером C33 был заложен 19 июня 2008 г. на верфи Chantiers de l'Atlantique компании STX Europe во Франции в Сен-Назере. Судно спущено на воду 10 июля 2009 г. 17 июня 2010 г. судно было передано пароходству. 24 июня судно ушло в свой первый рейс. Церемония крещения состоялась 2 июля 2010 г.

## Фотогалерея

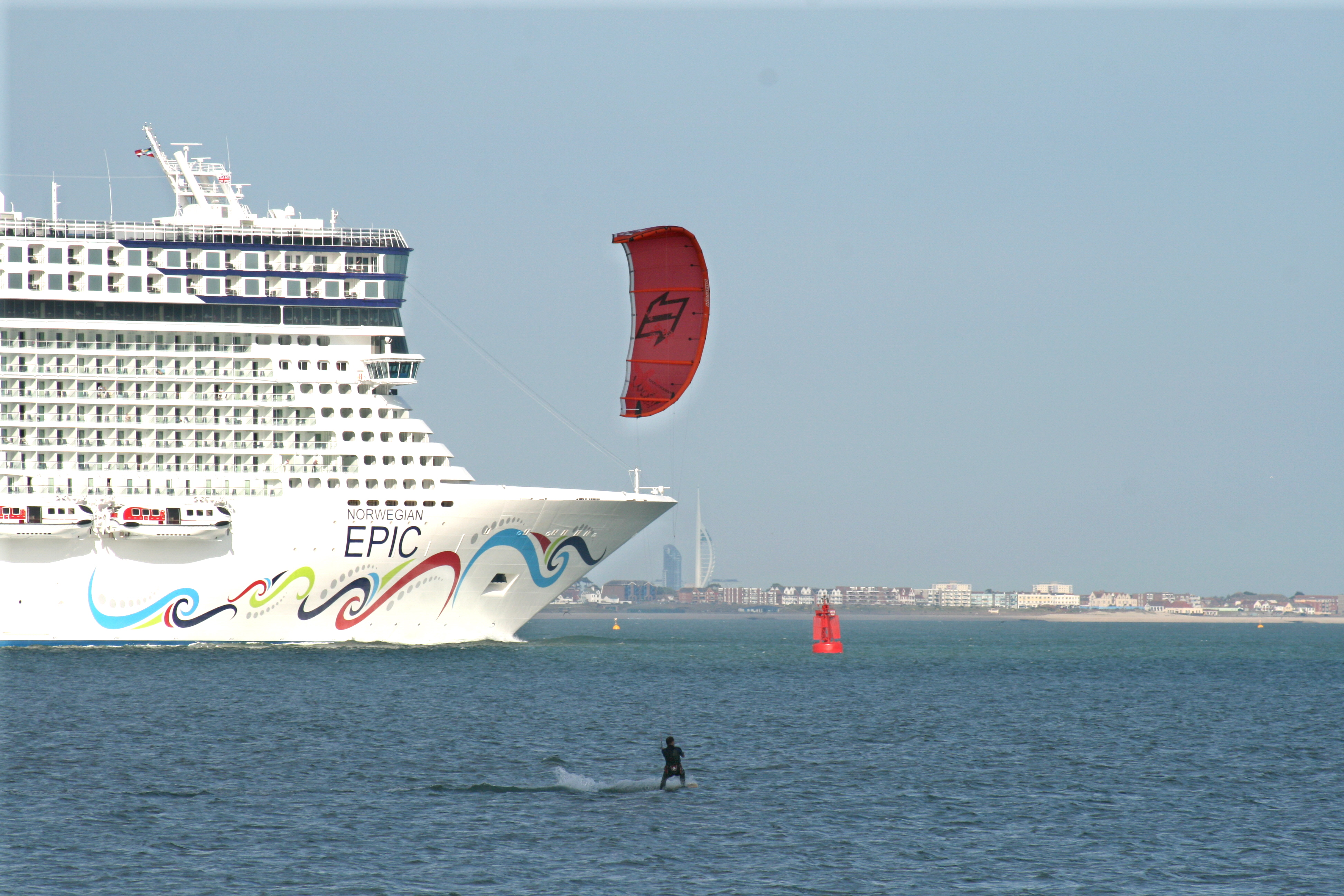
Первый рейс Norwegian Epic
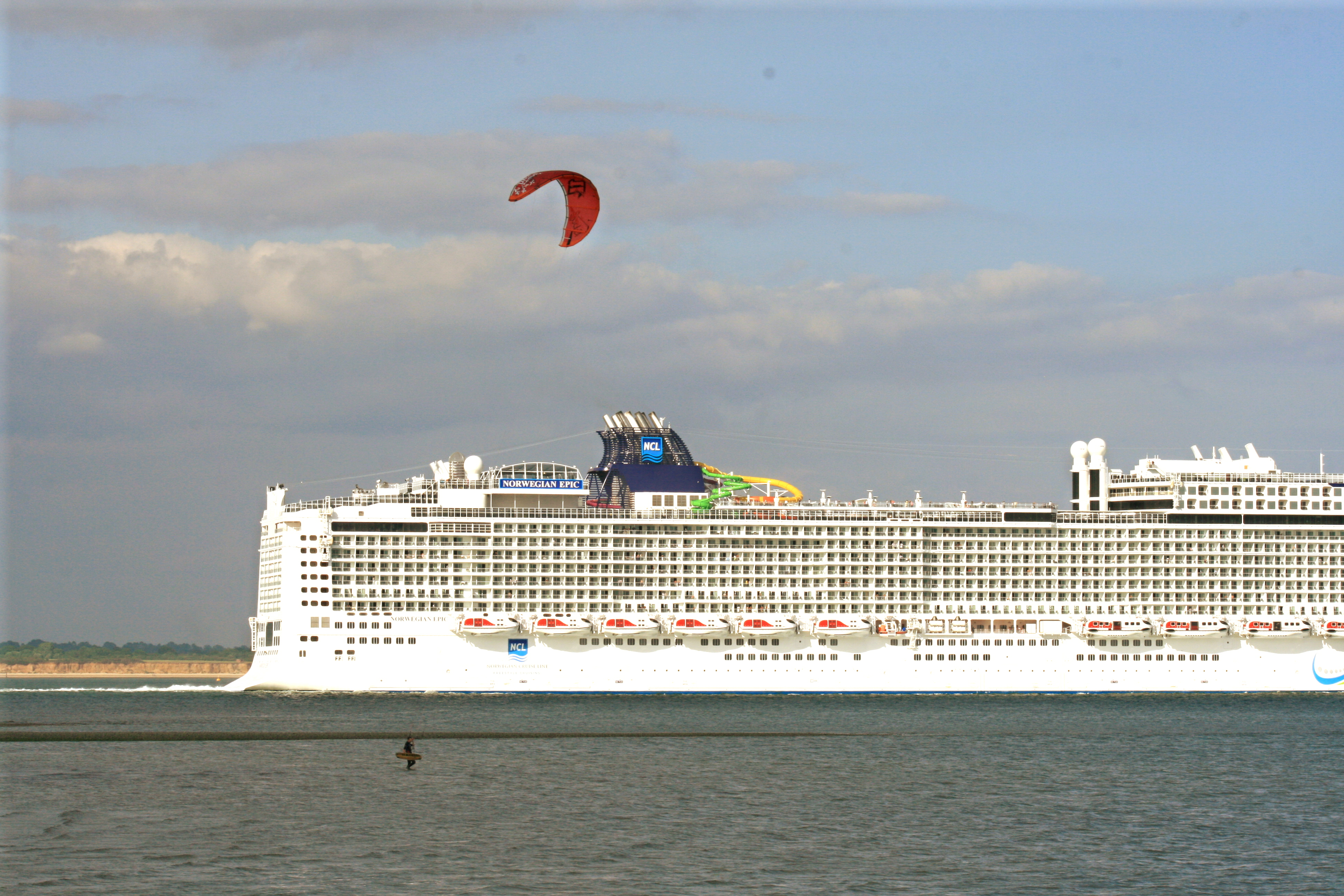
Горка в аквапарке
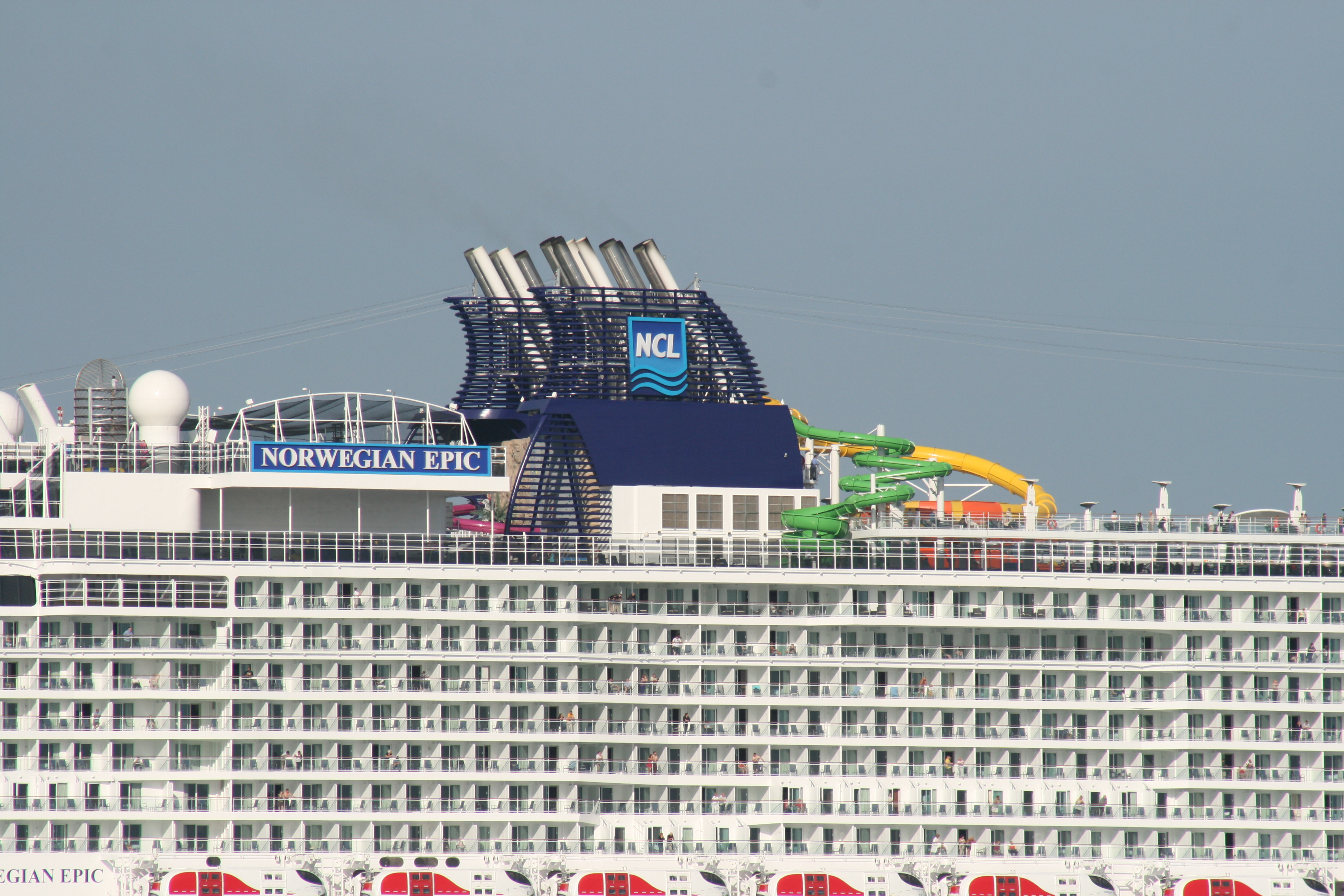
Горка вблизи